# إيغور سزباكوسكي (ممثل)
إيغور سزباكوسكي ميليت (بالإنجليزية: Igor Szpakowski Millet)‏، من مواليد 10 نوفمبر 1997 في أمستردام، هو ممثل هولندي-إسباني.
عندما كان يبلغ من العمر بضع سنوات، هاجر إلى برشلونة، إسبانيا، حيث نشأ. من سن الرابعة شارك في جميع أنواع الأعمال في المسرح ومن سن الخامسة قام بالعديد من الإعلانات التجارية.

## روابط خارجية
- إيغور سزباكوسكي على موقع IMDb (الإنجليزية)
- إيغور سزباكوسكي على موقع قاعدة بيانات الفيلم (الإنجليزية)